# William Ragsdale
William Ragsdale (El Dorado, 19 gennaio 1961) è un attore statunitense.

## Biografia

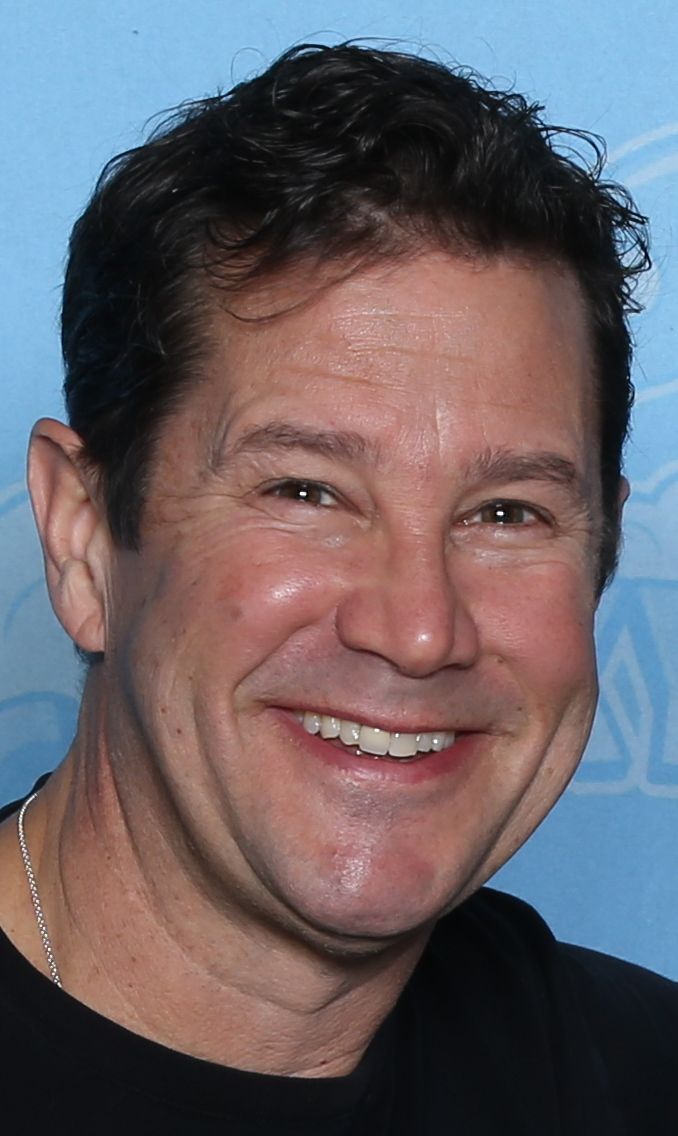
William Ragsdale nel 2019

È principalmente noto per aver interpretato il cacciatore di vampiri Charley Brewster nel film horror, Ammazzavampiri (1985) e nel suo sequel, Ammazzavampiri - Parte II (1988).

## Filmografia parziale

### Cinema
- Ammazzavampiri (Fright Night), regia di Tom Holland (1985)
- Ammazzavampiri 2 (Fright Night Part II), regia di Tommy Lee Wallace (1988)
- Renfield, regia di Chris McKay (2023)

### Televisione
- Ma che ti passa per la testa? (Herman's Head) - serie TV, 72 episodi (1991-1994)
- Giudice Amy (Judging Amy) - serie TV, 5 episodi (2000-2003)
- Grosse Pointe - serie TV, 17 episodi (2000-2001)
- Medium - serie TV, episodio 4x13 (2008)

## Doppiatori italiani
Nelle versioni in italiano delle opere in cui ha recitato, William Ragsdale è stato doppiato da:
- Francesco Prando in Ammazzavampiri, Blindspot
- Sandro Acerbo in Ammazzavampiri 2
- Luigi Ferraro in Cold Case - Delitti irrisolti
- Antonio Angrisano in CSI: Miami
- Simone Mori in The Mentalist
- Vittorio Guerrieri in White Collar
- Enrico Di Troia in Criminal Minds